# Пеструшка лещинная
Пеструшка лещинная, или пеструшка филировидная, (лат. Neptis philyroides) — дневная бабочка из семейства нимфалид.

## Описание
Длина переднего крыла: самцов 28—33 мм, самок 28—33 мм. Размах крыльев 50—67 мм. Фоновый цвет крыльев чёрно-бурый. На верхней стороне крыльев имеются светлые пятна и перевязи. Белый лучик в центральной ячейке переднего крыла относительно неширокая. Внутренняя и внешняя белые перевязи на заднем крыле отстоят друг от друга, первая не расширена у переднего края крыла. У самцов отсутствуют белые пятна у вершины переднего крыла.

## Ареал
Дальний Восток России, Северо-Восточный и Центральный Китай, Тайвань, Корейский полуостров.

## Биология
Развивается за год в одном поколении. Время лёта начинается в середине июня и продолжается до середины августа. Бабочки встречаются в широколиственных и смешанных лесах. Кормовое растение гусениц — лещина маньчжурская (Corylus sieboldiana var. mandshurica). Гусеница зимует.